# تفجير حافلة شموئيل هنفي
تفجير حافلة شموئيل هنفي هو تفجير حافلة النقل العام (حافلة ايجد 2) في حي شمويل هانافي في مدينة القدس، في 19 أغسطس 2003 م، مما أدى لمقتل 24 شخصًا وإصابة أكثر من 130 شخصًا بجروح. وقد أعلنت حركة المقاومة الإسلامية (حماس) مسؤوليتها عن الهجوم.

## الهجوم
في 19 أغسطس 2003 م، أُرسَل مُنفِّذ الهجوم من قبل فرع حركة حماس في الخليل، وكان متنكرًا في زي اليهود الحريدية، ثم قام بتفجير نفسه بعد ركوبه حافلة النقل العام (ايجد 2) في مدينة القدس في حي شمويل هانافي، حيث قام بتفجير نفسه بعد دخوله من الباب الخلفي للحافلة. وكان في الحافلة مجموعة من طائفة اليهود الأرثوذكسية العائدين من زيارة حائط البراق، وقد أدى التفجير لمقتل 24 شخصًا، وإصابة أكثر من 130 شخصًا، وقالت حركة حماس إن منفذ العملية كان واعظًا في أحد المساجد يبلغ من العمر 29 عامًا من مدينة الخليل.

## المُنفِّذون
كلًا من «حركة حماس» و"الجهاد الإسلامي" أعلنا مسؤوليتها عن الهجوم. وكان العملية بمثابة إنهاء الهدنة التي تم الإعلان عنها في يوليو 2003 م، أرسل جورج دبليو بوش (رئيس أميركا حينيذٍ) تعازيه إلى أسر الضحايا، واستنكرت المفوضية الأوروبية ما أسمته «هجوم إرهابي مدمر» ودعت السلطة الفلسطينية إلى التدخل لوقف هذه الأعمال.

## وصلات خارجية
- تفجير حافلة في القدس يقتل ما لا يقل عن 18 وإصابة أكثر من 100، نُشِرَ على NPR في 19 أغسطس 2003.
- 18 قتيل وأكثر من 110 مصاب في القدس بسبب تفجير حافلة – نُشِر في صحيفة "هآرتس" في آب / أغسطس 20, 2003.
- قنبلة الحافلة، مجزرة في القدس – نُشِر على بي بي سي نيوز يوم 20 أغسطس 2003.
- تفجير حافلة رقم 2 ايجد في القدس في 19 أغسطس / آب 2003 – نُشِر على موقع وزارة الخارجية الإسرائيلية.